# Roman Mysak
Roman Mychajłowycz Mysak, ukr. Роман Михайлович Мисак (ur. 9 września 1991 roku we Lwowie) – ukraiński piłkarz, grający na pozycji bramkarza.

## Kariera piłkarska
Wychowanek klubu Karpaty Lwów, barwy którego bronił w juniorskich mistrzostwach Ukrainy (DJuFL). 5 kwietnia 2009 rozpoczął karierę piłkarską w drugiej drużynie Karpat, a w 2010 występował w młodzieżowej drużynie. Na początku 2012 został wypożyczony do Krymtepłycia Mołodiżne. 6 października 2012 roku debiutował w podstawowym składzie Karpat. 14 czerwca 2018 otrzymał status wolnego agenta. 2 lipca 2018 podpisał kontrakt z Olimpikiem Donieck, ale już wkrótce, 31 sierpnia 2018 został piłkarzem Aarhus GF. Nie rozegrał żadnego meczu i 7 lutego 2019 przeniósł się do Ruchu Winniki.

### Kariera reprezentacyjna
W 2012 rozegrał 3 mecze w młodzieżowej reprezentacji Ukrainy.